# Danas Rapšys
Danas Rapšys (* 21. Mai 1995 in Panevėžys) ist ein litauischer Schwimmer.

## Werdegang
Er ist Olympiateilnehmer (2016), mehrfacher litauischer Rekordhalter im Rücken-, Freistil- und Schmetterlingsschwimmen sowie zweimaliger Goldmedaillengewinner bei der Sommer-Universiade 2017 in Taipei (Taiwan), wo er insgesamt drei Medaillen gewann und damit erster Litauer war, der so viele Medaillen bei einer Universiade gewann. In Hangzhou wurde Danas Rapšys 2018 Kurzbahn-Weltmeister über 400 Meter Freistil (drittschnellster Schwimmer hinter Yannick Agnel und Paul Biedermann).
Bei den Weltmeisterschaften 2019 startete der damals 24-Jährige über 200 m, schlug als Erster an, wurde aber disqualifiziert und der Titel ging an den Chinesen Sun Yang.
Rapšys ist Mitglied im  Žemyna-Club der nordlitauischen Stadt Panevėžys und wird von Ina Simeliūnaitė betreut und trainiert. 

### Privates
Rapšys studiert Sportwissenschaft an der Sport- und Gesundheitsfakultät der Lietuvos edukologijos universitetas in Vilnius.